# Przejście graniczne Skrbeńsko-Petrovice u Karviné
Przejście graniczne Skrbeńsko-Petrovice u Karviné – polsko-czeskie przejście graniczne na szlaku turystycznym położone w województwie śląskim, w powiecie wodzisławskim, w południowej części gminy Godów, w miejscowości Skrbeńsko, zlikwidowane w 2007.

## Opis
Przejście graniczne Skrbeńsko-Petrovice u Karviné w rejonie znaku granicznego nr I/152 zostało utworzone 23 sierpnia 2005. Czynne było przez cały rok: w okresie wiosenno-letnim (kwiecień–wrzesień) w godz. 6.00–20.00, a w drugiej połowie roku w godz. 8.00–18.00. Dopuszczony był ruch pieszych, rowerzystów i narciarzy. Odprawę graniczną i celną wykonywały organy Straży Granicznej. Doraźnie kontrolę graniczną i celną osób, towarów oraz środków transportu wykonywała Placówka SG w Zebrzydowicach.
21 grudnia 2007 na mocy układu z Schengen przejście graniczne zostało zlikwidowane.
Na początku listopada 2021 został zablokowany przejazd drogowy dla ruchu samochodowego.
Do przekraczania granicy państwowej z Republiką Czeską na szlakach turystycznych uprawnieni byli obywatele następujących państw:

1. Republika Austrii
2. Królestwo Belgii
3. Republika Grecji
4. Królestwo Danii
5. Republika Estonii
6. Republika Finlandii
7. Republika Francuska
8. Królestwo Hiszpanii
9. Królestwo Niderlandów
10. Państwo Izrael
11. Japonia
12. Republika Irlandii
13. Republika Islandii
14. Kanada
15. Wielkie Księstwo Luksemburga
16. Republika Litewska
17. Republika Łotewska
18. Republika Federalna Niemiec
19. Królestwo Norwegii
20. Republika Portugalska
21. Republika Słowacka
22. Republika Słowenii
23. Stany Zjednoczone Ameryki Północnej
24. Konfederacja Szwajcarska
25. Królestwo Szwecji
26. Republika Węgierska
27. Zjednoczone Królestwo Wielkiej Brytanii i Irlandii Północnej
28. Republika Włoska
29. Republika Cypryjska[6]
30. Księstwo Liechtensteinu[6]
31. Republika Malty[6].

### Przejścia graniczne z Czechosłowacją
W II RP istniało polsko-czechosłowackie przejście graniczne Skrbeńsko-Petrovice (kostol) (miejsce przejściowe po drogach ulicznych), w rejonie znaków granicznych nr 11/16, 12/1. Był to punkt przejściowy z prawem dokonywania odpraw mieszkańców pogranicza, bez towarów w czasie i na zasadach obowiązujących urzędy celne, ustawione przy drogach kołowych. Dopuszczony był mały ruch graniczny. Przekraczanie granicy odbywało się na podstawie przepustek: jednorazowych, stałych i gospodarczych.

## Galeria

Przejście graniczne Skrbeńsko-Petrovice u Karviné
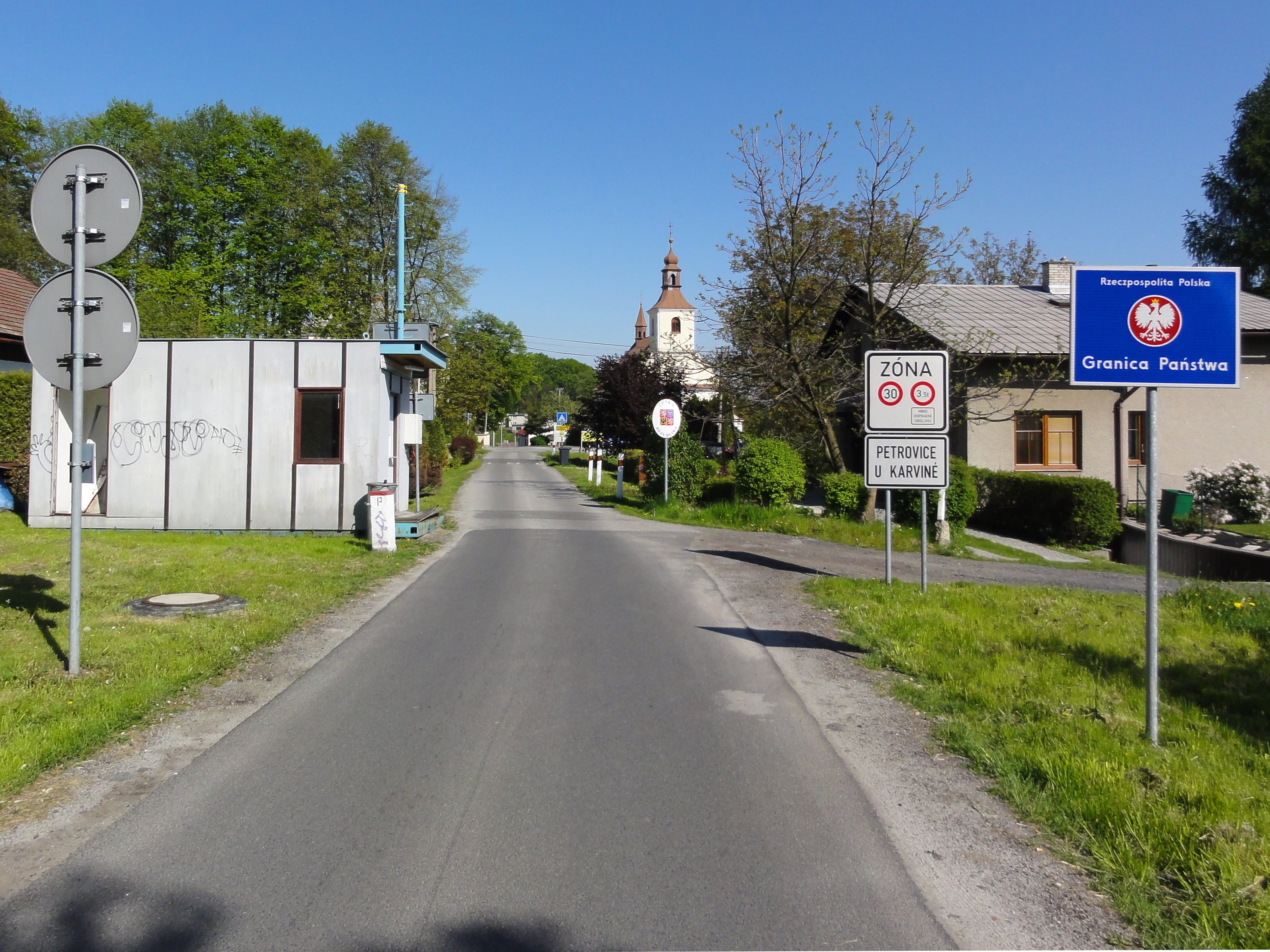
(maj 2011)
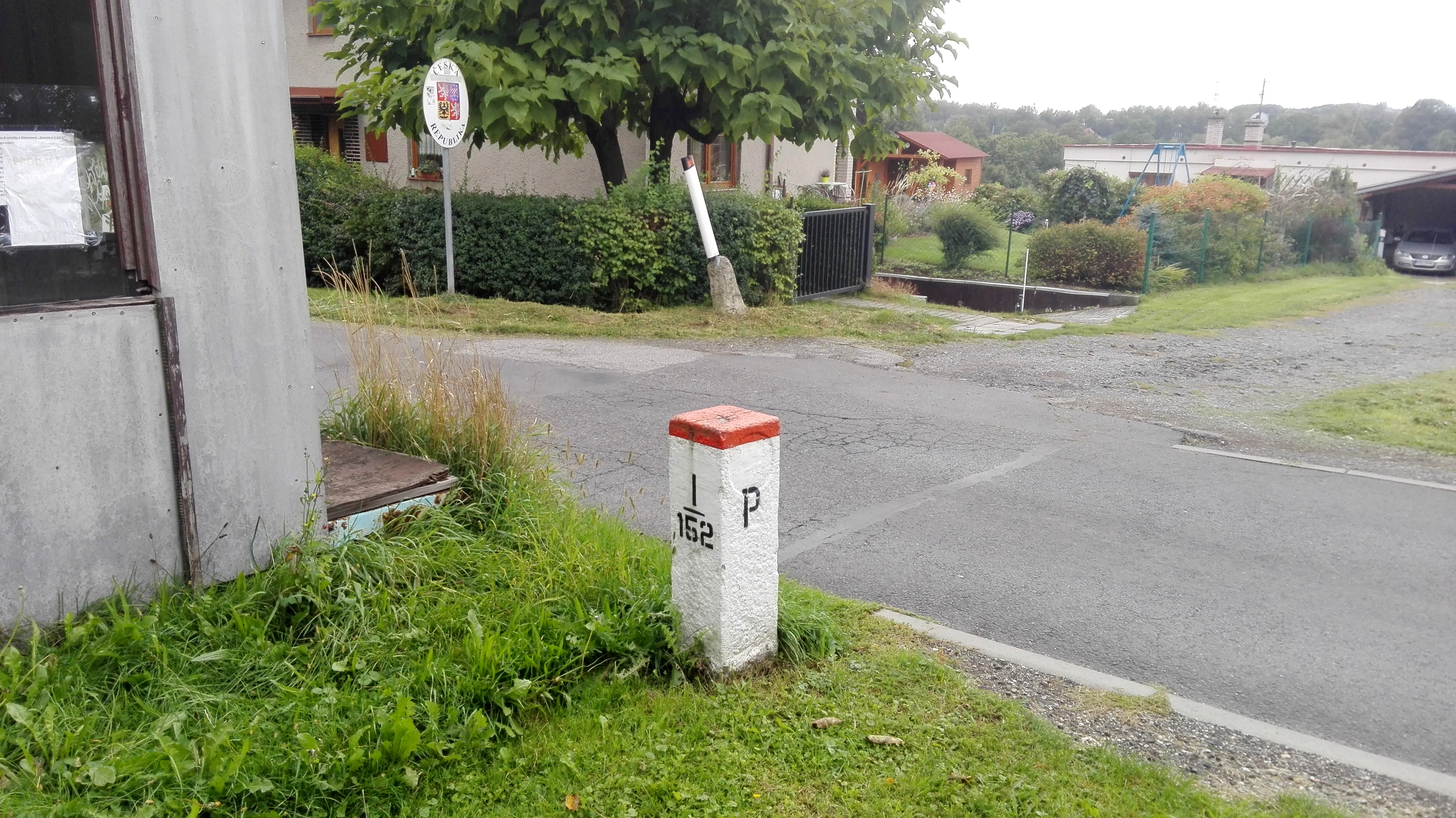
(wrzesień 2019)
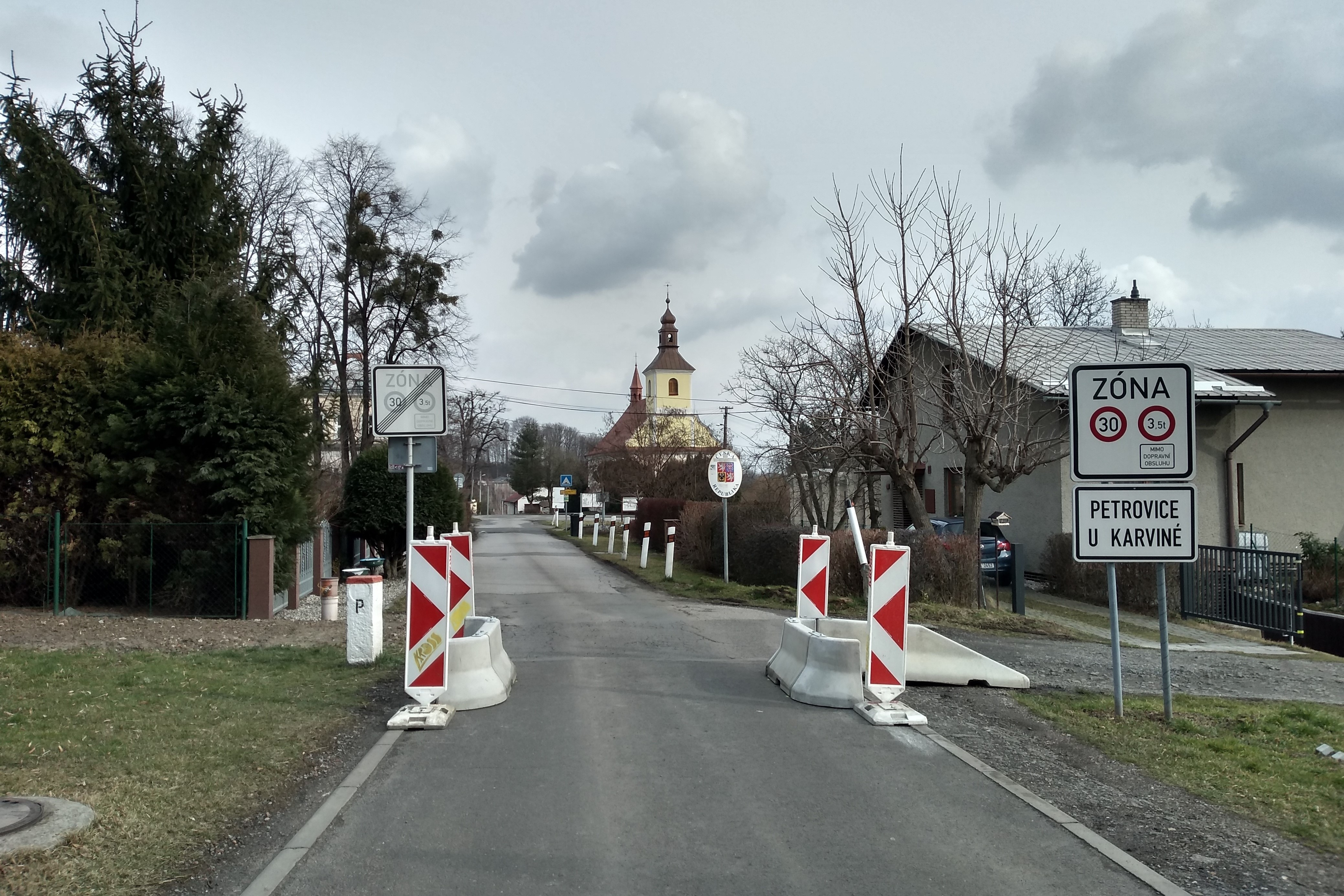
(maj 2020)
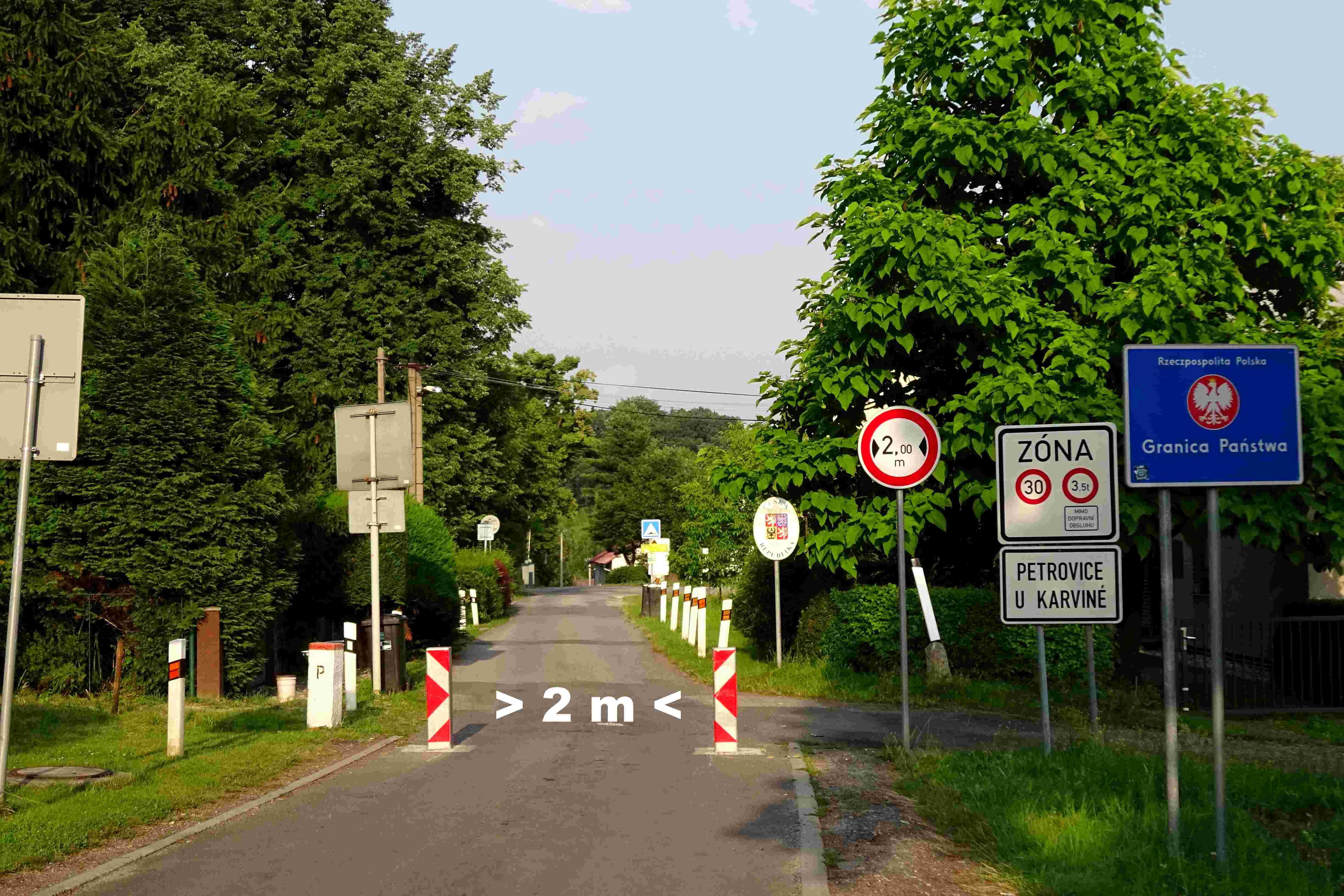
(sierpień 2021)